# Chemosyntéza

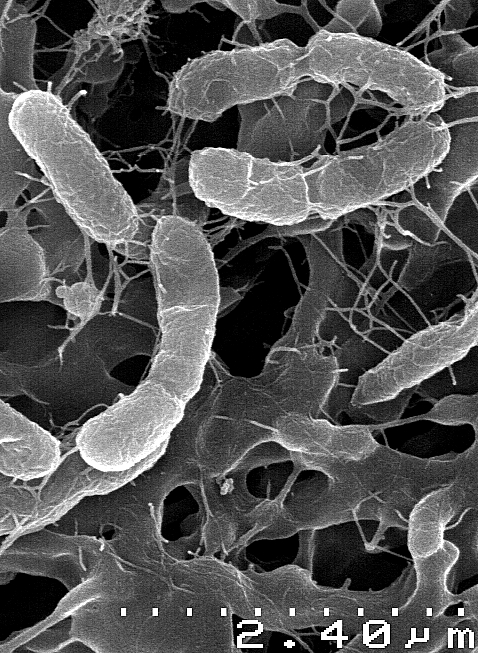
Venenivibrio stagnispumantis získává energii oxidací plynného vodíku

Chemosyntéza je asimilace oxidu uhličitého, při které se energie získává oxidací jednoduchých anorganických látek, řidčeji organických látek, a ne ze sluneční energie jako při fotosyntéze.
Je to způsob výživy a fylogeneticky nejstarší způsob tvorby organických látek, který se udržel dodnes. Vyskytuje se zejména u mikroorganizmů, které nemají asimilační barviva, tedy u bakterií.
Při chemosyntéze se neuvolňuje kyslík jako při fotosyntéze.
Bakteriemi, které se živí chemosyntézou, jsou:
- Nitrifikační bakterie
- Denitrifikační bakterie
- Sirné bakterie
- Vodíkové bakterie
- Železité bakterie

Procesy chemosyntézy měly nezastupitelnou roli v evoluci, význam v zemědělství, ložiskové a rudné geologii.